# Joan Mosc
Joan Mosc (en llatí Joannes Moschus), anomenat per Foci Joan fill de Mosc, de renom Εὐκρατᾶς (eukratas, "moderat", "abstemi" o el que sembla una corrupció de la idea, en llatí Eviratus "efeminat") fou un religiós romà d'Orient.
Inicialment monjo del monestir de Sant Teodosi a Jerusalem; després va viure amb els anacoretes al desert a la vora del riu Jordà, i després va anar al convent de Sant Saba. Va visitar també nombrosos monestirs a Síria, Egipte i Occident. Hauria mort vers el 620.
Va escriure un llibre sobre els monjos de la seva època anomenat Λειμών o Λειμωνάριον, o Νέος παράδεισος («Els prats o Nou paradís»). En el llibre, que explica les formes de viure dels monjos fina a l'època de l'emperador Heracli, s'ataca l'heretgia dels acèfals. El llibre anava dedicat a Sofroni, el seu amic i deixeble que l'acompanyava en els seus viatges, i que després seria Patriarca de Jerusalem. Joan Mosc, a més de les seves pròpies observacions va incorporar textos d'altres autors que havien parlat d'aquest tema. L'obra conté fets meravellosos, i segons Foci estava escrit sense polir. Segons Joan Damascè, el llibre va ser escrit per Sofroni, que hauria permès que el text fos atribuït a Joan Mosc.
Se li atribueix també una biografia de Joan l'Almoiner.